# ピロティ

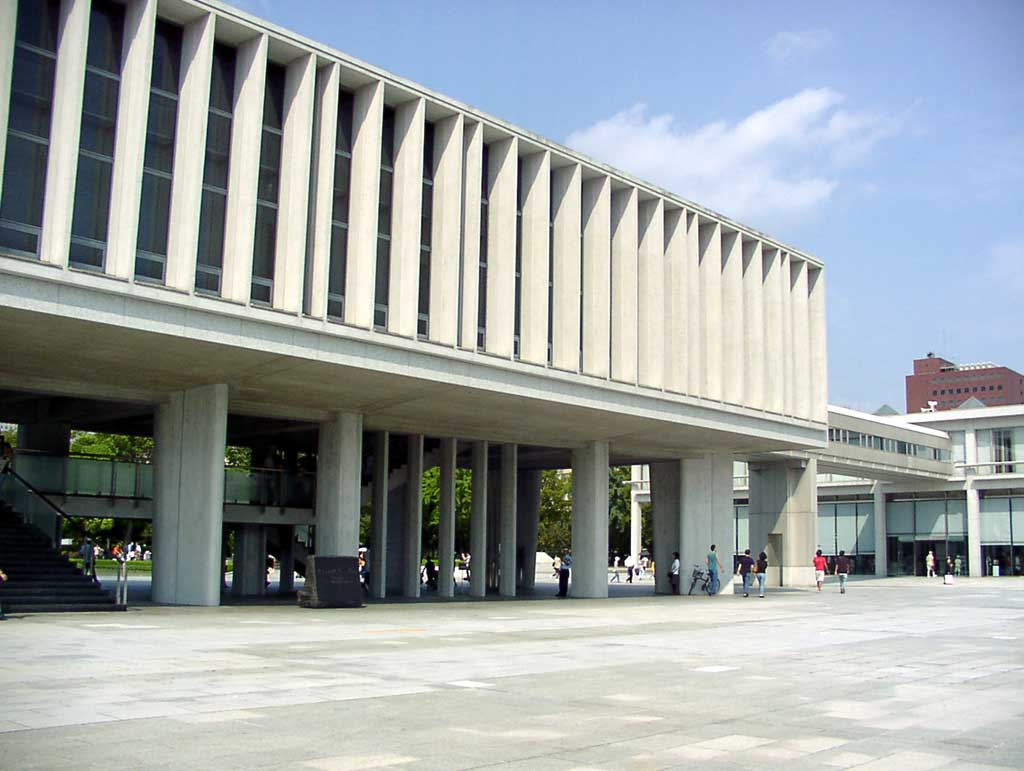
広島平和記念資料館のピロティ（丹下健三）

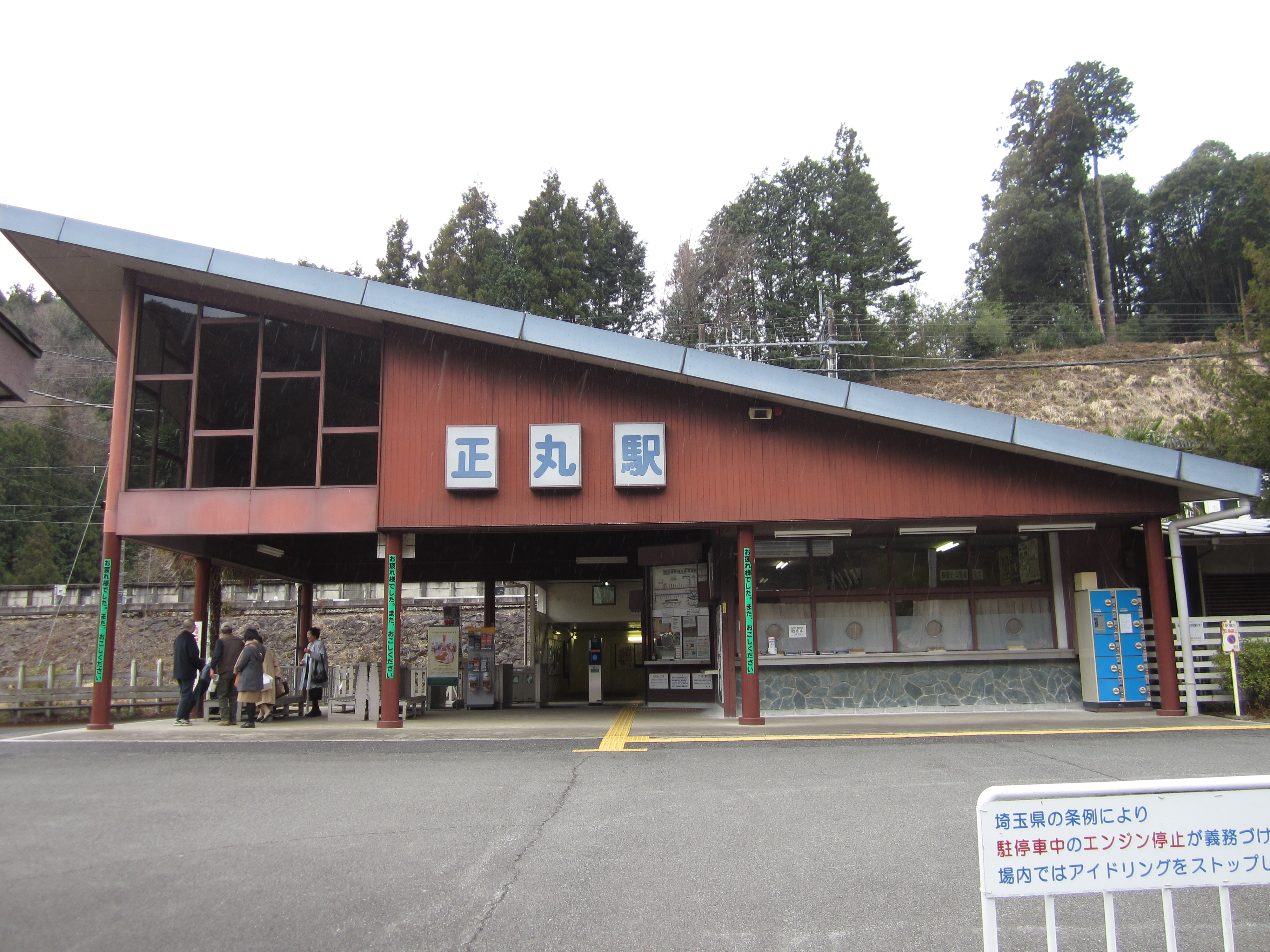
正丸駅（西武秩父線）

ピロティ（フランス語: pilotis）とは、柱列のことをいうが、フランスの建築家、ル・コルビュジエは、建築物自体で都市をつくることを提案し、建築物をもち上げ、そこにできる吹放ちの空間を利用しようと試みた。現在では、その吹放ちの空間を指すことが多い。ル・コルビュジエは、ユニテ・ダビタシオン・マルセイユで空中庭園、商業施設、ホテルなどを計画し、自らの提案を実践して見せた。
建築用語で、2階以上の建物において地上部分が柱(構造体)を残して外部空間とした建築形式、またはその構造体を指す。まれにその地上部分の構造体のみの空間自体を指すこともある。本来は、フランス語で「杭」の意味。大学等の公共施設においては、掲示板もしくは、自動販売機などが設置されているスペースをピロティと呼ぶこともある。

## 概要
1926年、ル・コルビュジエとピエール・ジャンヌレが提唱した近代建築の五原則「ピロティ・屋上庭園・自由な平面・自由な立面・連続水平窓」の一つとして取り上げられた。
飲食店で1階に駐車場、2階に客席や厨房を設置した設計をピロティ形式と称することがある。
地上階部分に壁がないことで強度的に不利であるが、立地面積が限られる物件では、上記の飲食店や中低層マンションなどで地上階部分の全体ないし一部をピロティ様とし駐車場や建屋裏手に抜ける車道に充てる形態としているものが少なくない。

## ピロティ構造と地震

### 耐震性能
1995年の阪神・淡路大震災では「全体的にピロティ構造と壁の配置の悪い構造の建築に崩壊したものが多く」と名指しされ、耐震性の問題が指摘された。1981年（昭和56年）の新耐震基準に適合した建物にも被害があった。

### 耐津波性能
2011年の東日本大震災では、津波で多くの建物が流失したが、津波の高さが4メートル未満だった地区では、ピロティ式住宅の多くが、比較的軽微な被害で済んでいたことが確認されている。沿岸部においては、鉄筋を増やして柱の強度を高めるなど対策を施した上でピロティ式構造を採用すれば、耐津波性能の高い建物を実現できる可能性が考えられる。